# محمد عجينة النجفي
محمد بن محمد صالح بن عبيد النجفي يعرف عمومًا بـعَجينَة أو أبو عجينة النجفي (1858 - 1916) شاعر عثماني عراقي قضى معظم حياته في نجد، حيث استقر في جبل حائل من نجد وكان شاعر البلاط لآل رشيد. وهناك التقى مع الشاعر محمد سعيد الحبوبي، وتأثر به وكلاهما من النجف. ثم رجع إلى وطنه وشارك شعراء النجف في مطارحاتهم ومساجلاتهم، ونظم الشعر في أكثر أبوابه. له ديوان شعر، مفقود.

## سيرته
هو محمد بن محمد صالح بن عبيد بن عبد الرضا بن جواد بن صالح النجفي. ولد سنة 1275 هـ/ 1858 م في النجف. كان يصاحب والده في رحلاته الكثرية في بادية الشام والحجاز حتى سكن والده في المدينة المنورة ثم توطن في حائل في نجد. فقامت بين ولده محمد وبين أمراء نجد علاقات طبية، وهناك اتصل بمحمد سعيد الحبوبي، فأخذ عنه الأدب. 

كان محمد عجينة مم شعراء البلاط في أمراء آل رشيد، يردُّ على قصائد آل سعود التي الققصر هاجيةٌ لآل الرشيد لما بينهما من الخصومة، فكان يمدح آل الرشيد ويذم آل سعود ومن مدحهم. ثم ساءت الحال بينه وبين ممدوحيه بسبب علاقتهم بأحد خصومه، فترك القصر وذهب إلى حجاز حتى عادت الأمور إلى مجاريبها فعال إلى إمارة آل رشيد 

قُتِل أبن عجيبنة سنة 1335 هـ/ 1916 م في العباسية حيث كان بستانٌ فيها سبب خصوصمة مع بعض جيرانه، ودفن سرًا. وعثر على جثمانه بعد شهور، فنقلت إلى النجف ودفن في الصحن الحيدري بالعتبة العلوية، وليس له عقب رغم أنه تزّوج ثلاث مرّات. 

## شعره
```
لقب بـ«الهمداني» لتمثله بالأبيات المنسوبة إلى الإمام علي بن أبي طالب في قبيلة همدان. 
[
3
]
كان شاعرًا فطريًا ينظم القصيدة بلغة أهل البادية، كما كان ينظم باللغة الفصحى. له ديوان شعر. جاء في 
معجم البابطين
 
«
شاعر نظم الشعر الفصيح والبدوي، يتنوع شعره بين مديح آل البيت، ومدح أعلام عصره خاصة محمد آل عبدالله بن رشيد، والغزل الصريح، والرثاء، والتعبير عن نفسه لظلم حل به أو مكروه أصابه، والموعظة. مارس التخميس على شعر غيره أو على شعره، وكانت له مساجلات مع الحبوبي الكبير، ومعارضات وأهاجٍ ذات طابع قبلي تنافسي، ولم يكن بعض شعره بريئًا من الانحراف اللغوي والعروضي.
»
 
[
4
]
وله معتزلًا:
```

| اتتنا تهادى البيض بالجلل الخضر |  | ذوات قدود لينها بالقنا يزرى    |
| جآذر يمشين الهوينا تلفتا       |  | ينادين بالأهواء في السر والجهر |
| لهن وجوه كالمصابيح تزدهي       |  | على النهج الأعلى بليل من الشعر |
| وأسهم فتك من لحاظ لأعين        |  | فكم قتلت من ذي هوى وهولا يدرى  |
| وثغر إذا ما افتر للوعد باسماً   |  | تراءى لنا نوراً كمبتسم الفجر    |
| فهن على تمثال در وجوهر         |  | كمنقوش ياقوت ودر على تبر       |
| أخذن على الذكرى بلبي ولم أكن   |  | رأيت الذي قد شب في سعة الصدر   |
| من الترك بالآداب رحن تطبعا     |  | فطبن بما قد رحن فيه إلى الفخر  |

## وصلات خارجية
- في بوابة الشعراء